# República de la Sexta (Rosario)
República de la Sexta es un barrio ubicado en el sureste del distrito Distrito Centro de la ciudad de Rosario, Santa Fe, Argentina.
El barrio debe su nombre a la antigua comisaría sexta de la ciudad, situada en el mismo en el pasado (actualmente, la comisaría número 4 se sitúa en el barrio).
También, el formato de su nombre estaría ligado al barrio de la ciudad de Buenos Aires República de la Boca.
El origen del barrio está ligado a la actividad portuaria y ferroviaria.

## Límites
- Norte: avenida Pellegrini . Barrio Martin
- Oeste: avenida San Martín. Barrio Abasto
- Sur: boulevard 27 de Febrero. Barrio San Martín
- Este: río Paraná.[3]

## Lugares de Interés e instituciones
Al estar ubicado en el Macro Centro de la ciudad tiene arterías con importante actividad comercial. El barrio cuenta con varias organizaciones de interés de distinto tipo.

### Universitarias
Ciudad universitaria: (CUR Rosario) (Universidad Nacional de Rosario). 
Centro Científico-Tecnológico (CCT Rosario) perteneciente al CONICET.

### Escuelas
Colegio Madre Cabrini
Colegio Español 
Colegio Verbo Encarnado
Colegio Nuestra Señora de la Asunción
Escuela Florentino Ameghino
Escuela Juana Elena Blanco
Colegio Rosario
Escuela de educación técnica Manuel Belgrano
Escuela de cadetes de policía
Escuela Especial Particular Incorporada Orp. nro. 1330 C.O.N.N.A.R

### Clubes
Temperley (Ayacucho 2167)
Sportsmen (1 de Mayo 2143) 
El Tala (Cochabamba 570) 
Atalaya (Juan Manuel de Rosas 2555)
Arizona (Chacabuco 2213)
Empleados del Banco de Santa Fe (Blvd. 27 de Febrero 376)
Rosario Skate (Cerrito 750)
Unión Social y Fuerza (Berutti 2084)

### Instituciones religiosas
Parroquia San Cayetano
Parroquia Nuestra Señora del Pilar
Basílica San José
Capilla Madre de la Esperanza
Casa de retiros y capilla Nuestra Señora del Encuentro con Dios
Hogar de huérfanos

### Espacio público
Plaza López
Plaza “República de la Sexta”  (Riobamba y Esmeralda) 
Plaza Deodoro Roca (Berutti y Cochabamba) 

### Otros espacios destacados
Banco Municipal de Rosario
Banco Nación
Hipermercado Carrefour
Clínica Ituzaingó